# مارتا شوارتز
مارتا شوارتز (انگلیسی: Martha Schwartz؛ زادهٔ ۲۱ نوامبر ۱۹۵۰) معمار، استاد دانشگاه و معمار منظر اهل ایالات متحده آمریکا است.